# Пестум
Пе́стум (лат. Paestum), первоначально Посейдо́ния (др.-греч. Ποσειδωνία, лат. Poseidonia / Posidonia) — греческая (сибарийская) колония, основанная в конце VII века до н. э. в западной части области Лукании (35 км юго-восточнее нынешнего Салерно).

## История
Посейдония пережила расцвет в 540-е годы до н. э. и следующие за тем десятилетия. Около 400 года до н. э. она была завоёвана луканами, что привело к смешению греческой и местной (протоитальянской) культурных традиций. В 274 году до н. э. город был колонизирован римлянами, которые назвали его Paestum. В конце IX века Пестум был разорен сарацинами, в XI веке — норманнами. Разорению Пестума способствовала заболоченность местности; оставшиеся здесь жители, опасаясь малярии, ушли на близлежащую возвышенность, основав там новый город Капаччо.

### Храмы

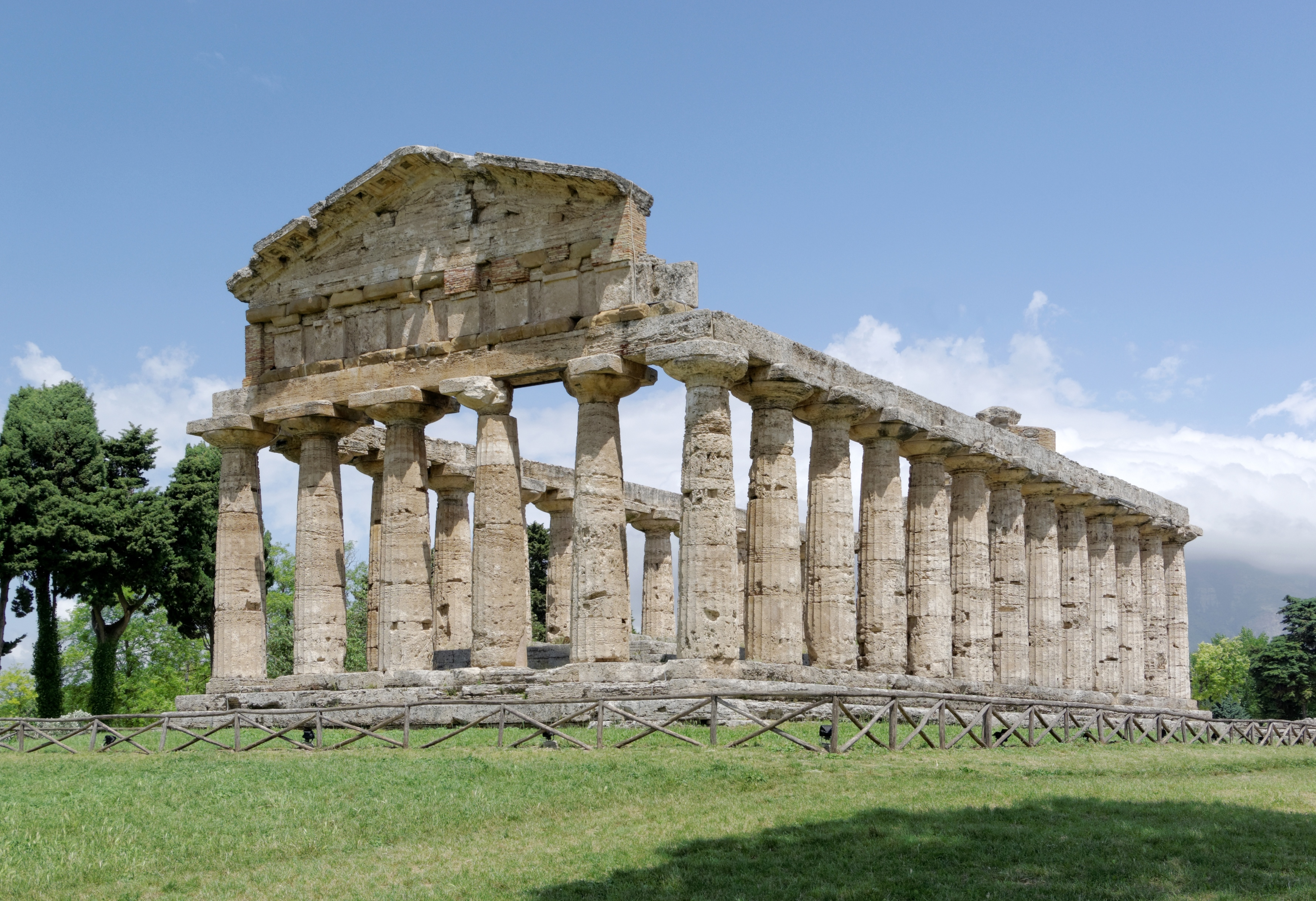
Храм Афины (конец VI в. до н. э.)

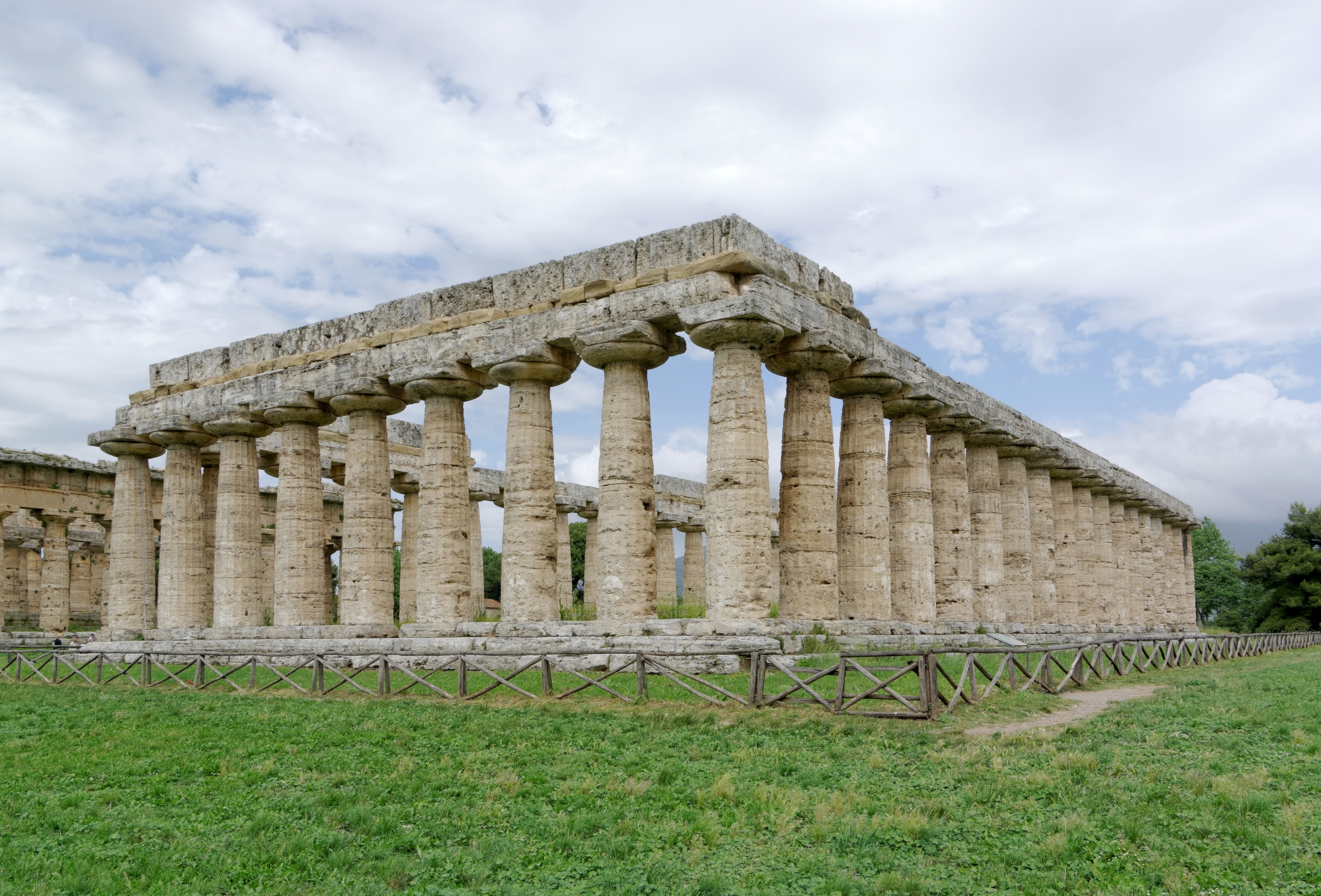
Храм Геры (середина VI в. до н. э.)

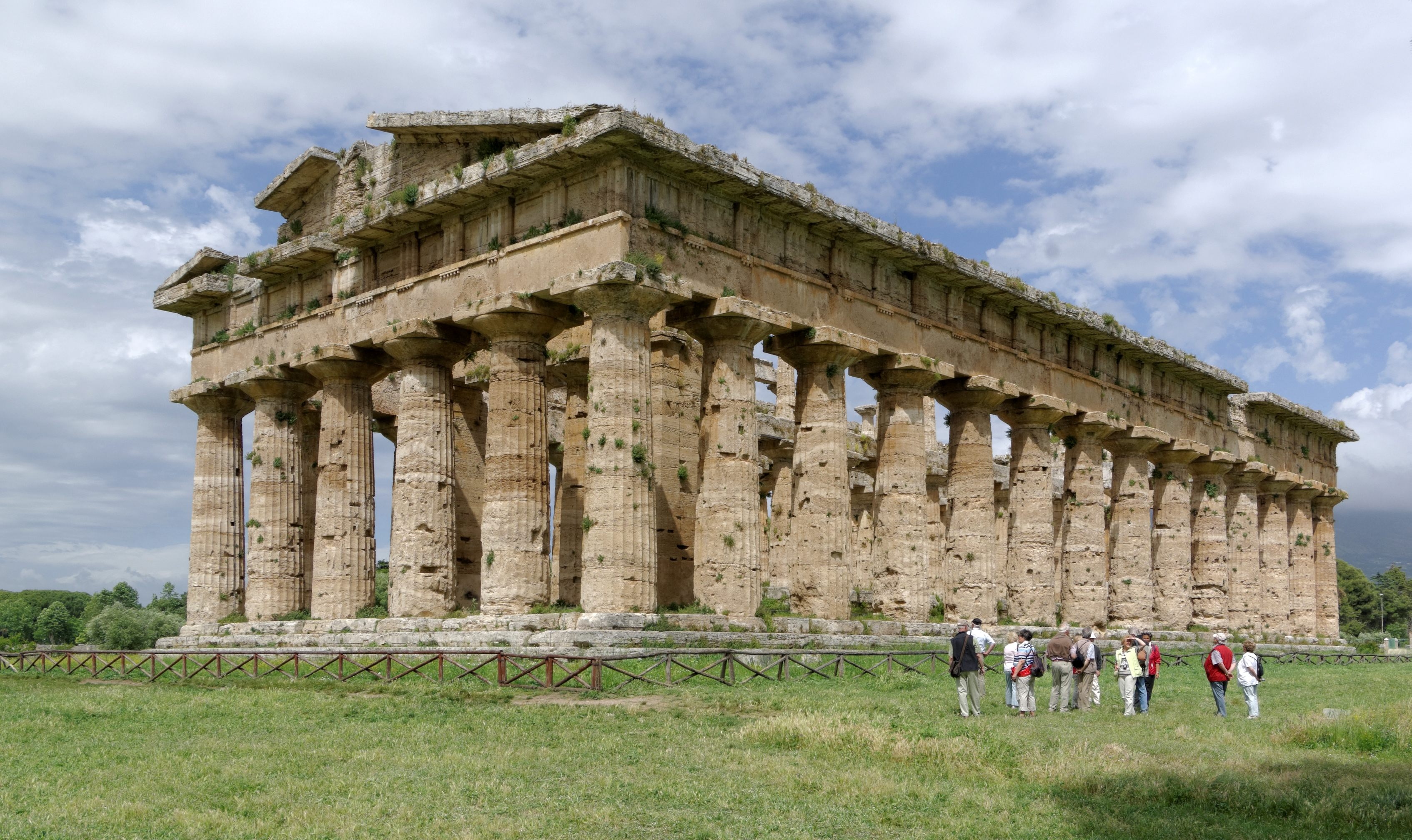
Второй храм Геры (середина V в. до н. э.)

В нынешнем Пестуме хорошо сохранились три дорических храма VI — V веков до н. э. Один из них посвящён Афине, два других возведены в честь Геры (греч. Περίπτερος ναός της Ήρας) и Аполлона. Храм Мира на форуме частью коринфский и принадлежит ко II веку до н. э.
Городские стены имеют до шести метров в ширину и пять километров в периметре. От римского амфитеатра осталось немного. Все эти руины включены в число памятников Всемирного наследия ЮНЕСКО.

### Фрески

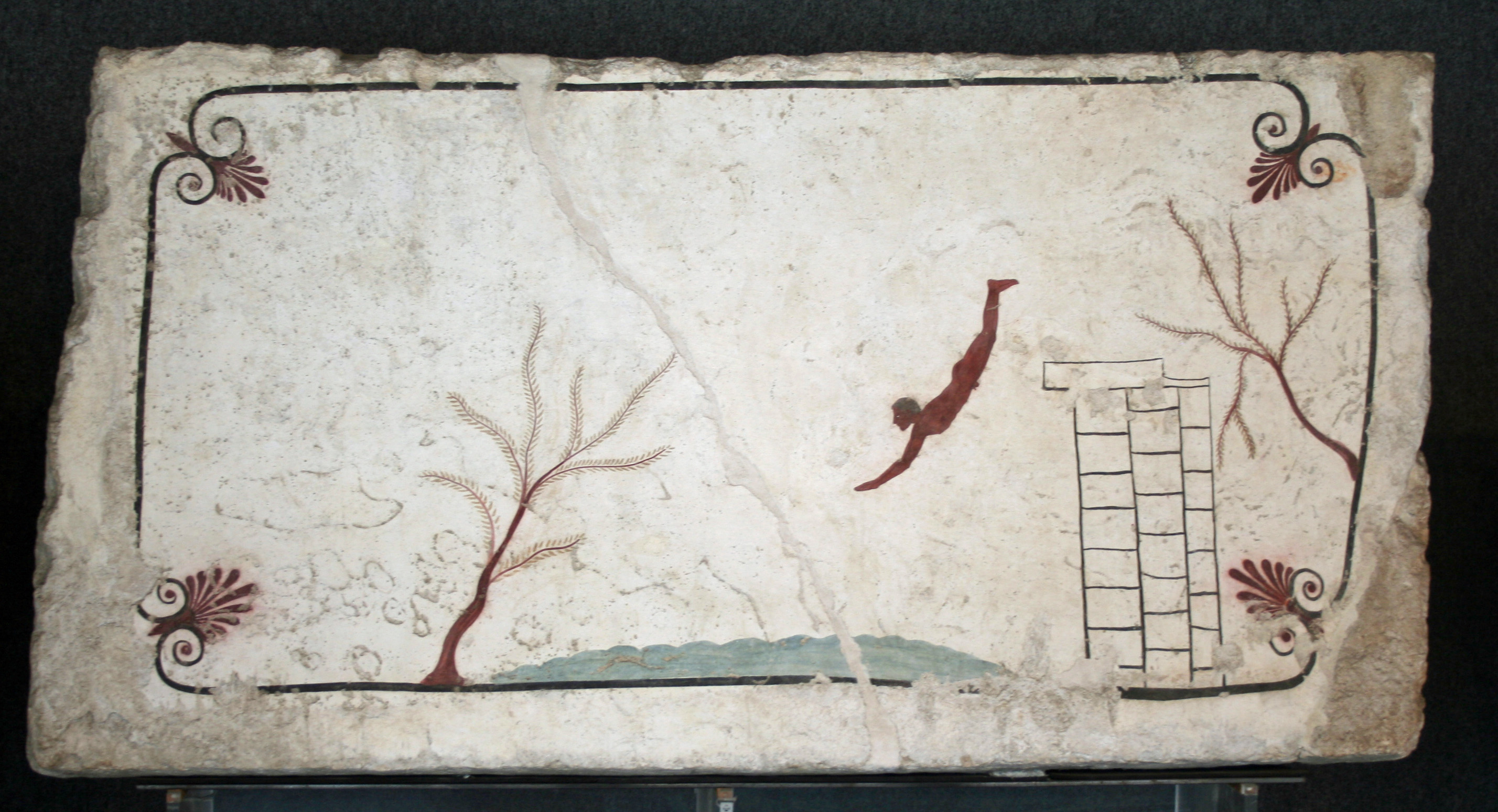
Фреска «Гробница ныряльщика» (ок. 470 года до н. э.), давшая современное обозначение гробнице. Археологический музей Пестума

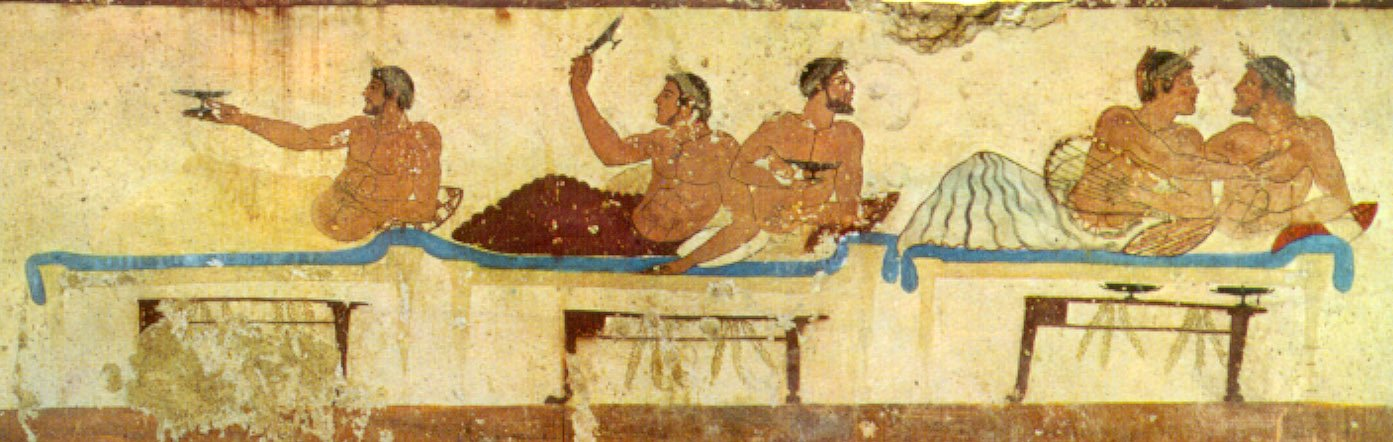
«Сцена симпосия». Фрагмент фрески на саркофаге из «Гробницы ныряльщика», ок. 475 года до н. э. Археологический музей Пестума

В 1968 году в Пестуме была обнаружена так называемая «Гробница ныряльщика» (итал. Tomba del tuffatore; ок. 470 г. до н. э.) с изумительно сохранившимися фресками. Это единственный полностью дошедший до наших дней ансамбль греческой фресковой живописи классического периода. Фреска ныряльщика (в действительности изображающая не водные процедуры, а символический «прыжок» в загробный мир) — «единственный образец греческой фигурной живописи, сохранившийся от архаики и классики в своей целостности. Среди тысяч известных греческих гробниц этого времени (грубо 700—400 гг. до н. э.) только эта гробница декорирована фресками с изображениями людей». Эти пять росписей, наряду с другими античными находками, хранятся в Национальном археологическом музее Пестума.

## Рецепция
23 марта 1787 года Пестум посетил И. В. Гёте, о чём он оставил запись в своих путевых записках, опубликованных под названием «Итальянское путешествие» («Italienische Reise»). В 1802 году аналогичные записи в сочинении «Прогулка в Сиракузы» оставил И. Г. Зойме. А. А. Блок в стихотворении «Скифы» упоминает Пестум как символ ушедших в небытие ценностей прошлого: 
Вот — срок настал. Крылами бьёт беда,

И каждый день обиды множит,

И день придет — не будет и следа

От ваших Пестумов, быть может!Александр Блок